# Santa Maria della Concezione delle Viperesche
Santa Maria della Concezione delle Viperesche, även benämnd Oratorio di Santa Maria Immacolata della Concezione, är en kyrkobyggnad i Rom, helgad åt Jungfru Marias Obefläckade Avlelse. Kyrkan är belägen i rione Esquilino, vid Via di San Vito.

## Kyrkans historia
På denna plats etablerade Livia Vipereschi ett nunnekloster under 1600-talets senare hälft. Nunnorna, som av sin grundarinna fick benämningen Viperesche, tog sig an föräldralösa flickor. Genom donation av familjen Borghese uppfördes senare en liten kyrka eller ett oratorium. Lärarinnorna, som ursprungligen var lekkvinnor, antog i början av 1700-talet karmelitoblaternas regel. Påve Pius VII lät i början av 1800-talet restaurera hela komplexet med kloster och kyrka. Över kyrkans ingång placerades en Mariabild av majolika i en stuckoval. Bilden har inskriptionen TOTA PVLCHRA ES MARIA (”Fullständigt vacker är du, Maria”) C G AD MCMIX. Kyrkans högaltare har en 1800-talsmålning föreställande Den Obefläckade. Interiören har även två sidoaltaren, ett på var sida.
Klostret överlevde exproprieringarna under 1800-talets senare hälft, men det stängdes i slutet av 1900-talet. Byggnaden innehas numera av en kommunitet vid namn Pie Discepole del Redentore.

## Bilder

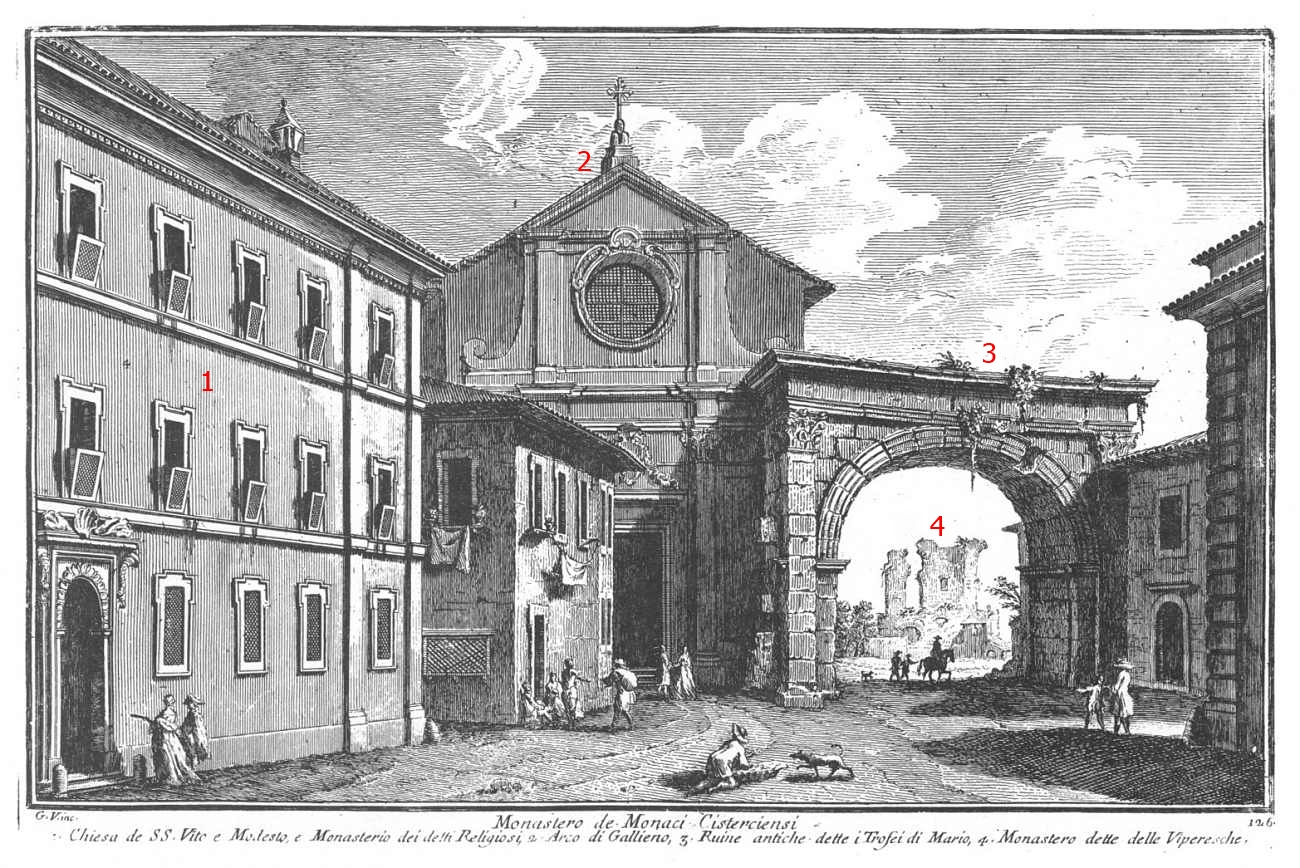
Gravyr av Giuseppe Vasi. 1) Viperesche-klostret, 2) Santi Vito e Modesto, 3 ) Gallienusbågen och 4) ruinerna efter Alexander Severus nymfeum.
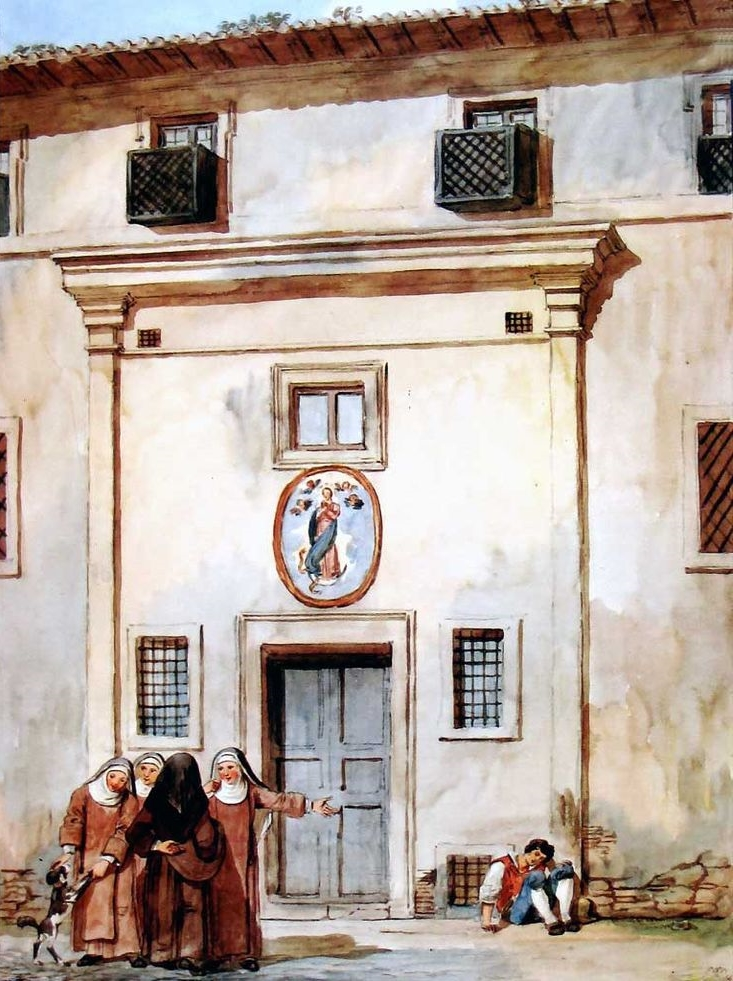
Santa Maria della Concezione delle Viperesche, akvarell av Achille Pinelli.